# タイムボンバー (映画)
『タイムボンバー』（Timebomb）は、1991年のアメリカ合衆国のアクション映画。

## ストーリー
エディ・ケイは、平凡な時計職人。ある日、彼は火事場で偶然人命を助けたことから、謎の軍隊に命を狙われる破目になる。
彼は過去に軍が行っていた記憶入れ替え実験の実態と、自身がその実験の犠牲になっていたことを知り、軍の野望を打ち砕く決意をする。

## キャスト
| 役名                 | 俳優                        | 日本語吹替 | 日本語吹替   |
| 役名                 | 俳優                        | VHS版      | 日本テレビ版 |
| -------------------- | --------------------------- | ---------- | ------------ |
| エディ・ケイ         | マイケル・ビーン            | 大塚芳忠   | 磯部勉       |
| アンナ・ノルマー博士 | パッツィ・ケンジット        | 土井美加   | 土井美加     |
| テイラー大佐         | リチャード・ジョーダン      | 千田光男   | 佐々木梅治   |
| サンチェス刑事       | レイモン・サン・ジャック    | 麦人       | 坂口芳貞     |
| ミス・ブルー         | トレイシー・スコギンズ      | 小宮和枝   | 藤生聖子     |
| ミスター・ブラウン   | ビリー・ブランクス          | 中多和宏   |              |
| ミスター・グレー     | ジム・マニアッシ            | 山野史人   |              |
| ミスター・レッド     | スティーヴン・J・オリヴァー |            |              |
| ミスター・グリーン   | カルロス・パロミーノ        |            |              |
| ミスター・ブラック   | レイ・マンチニ              |            |              |
| フィリップス氏       | ロバート・カルプ            | 小島敏彦   | 小島敏彦     |

- 日本テレビ版：初回放送1996年2月2日『金曜ロードショー』